# 41-й батальон территориальной обороны Черниговской области
41-й батальон территориальной обороны «Чернигов-2» (укр. 41-й батальйон територіальної оборони «Чернігів-2») — отдельный батальон, созданный в Черниговской области и в дальнейшем вошедший в состав 1й отдельной танковой бригады Сухопутных войск Украины.

## Предшествующие события
19 марта 2014 года Совет национальной безопасности и обороны Украины принял решение о создании оперативных штабов при областных государственных администрациях пограничных областей Украины.
30 марта 2014 года и. о. президента Украины А. В. Турчинов поручил руководителям областных администраций начать создание батальонов территориальной обороны в каждой области Украины.
30 апреля 2014 года было принято официальное решение возложить функции создания батальонов территориальной обороны в каждой области Украины на областные военные комиссариаты.
6 мая 2014 года начался второй этап частичной мобилизации.

## Формирование батальона
Формирование батальона началось в мае 2014 года, после объявления второго этапа мобилизации и проходило при содействии со стороны областной администрации Черниговской области:
- так, 20 июня 2014 года Черниговская область приняла решение закупить для 13-го и 41-го батальонов территориальной обороны партию бронежилетов «Корсар-М3» на сумму свыше 682 тыс. гривен[10]
- 29 сентября 2014 Главное управление Министерства доходов и сборов Украины в Черниговской области передало батальону посылку со снаряжением (тёплой обувью и термобельём) и продовольствием[11]
- в июне 2015 батальону передали партию снаряжения и медикаментов, закупленных на средства Совета регионального развития Черниговской области[12]

Кроме того, батальон получает помощь из внебюджетных источников.
Местом дислокации батальона стал 169-й учебный центр сухопутных войск «Десна», здесь 20 мая 2014 началась военная подготовка личного состава батальона.
Согласно решению Генштаба Сухопутных войск Вооружённых Сил Украины на базе 41-го БТро был создан 41-й отдельный мотопехотный батальон.
В соответствии с указом президента Украины П. А. Порошенко № 44 от 11 февраля 2016 года оказание шефской помощи батальону было поручено Нежинской районной государственной администрации.

## Деятельность
С 9 июня 2014 батальон находится в зоне проведения «антитеррористической операции».
28 июля 2014 на блокпосту недалеко от села Новоивановка на границе Донецкой и Луганской областей был сбит автобусом военнослужащий батальона Олег Дударенко, в результате наезда колесом получивший сложный перелом тазобедренных костей. Сообщается, что автобусом управляли боевики.
28 августа 2014 блокпост в районе Горловки, на котором несли службу военнослужащие батальона, был обстрелян из миномёта.
В начале сентября 2014 в районе Дебальцево погиб 1 военнослужащий батальона.
4 сентября 2014 жёны, родители и родственники военнослужащих 13-го и 41-го батальонов территориальной обороны записали видеообращение к президенту Украины Петру Порошенко с просьбой вернуть домой военнослужащих батальона, которые уже три месяца находились в зоне боевых действий, а 8 сентября 2014 — перекрыли дорогу в центре Чернигова с требованием провести ротацию батальонов.
12 сентября в районе Станицы Луганской погиб ещё один военнослужащий батальона. Вслед за этим военнослужащие батальона заявили, что откажутся выполнять приказы другого командира, если не будет восстановлен в должности первый командир батальона (после ранения отправленный на лечение в Киев).
После этого, 15 сентября 2014 глава обладминистрации Черниговской области В. Ивашко сообщил, что 13-й и 41-й батальоны территориальной обороны, уже четыре месяца непрерывно находившиеся в зоне проведения «антитеррористической операции» будут возвращены в Черниговскую область.
19 сентября 2014 военный комиссар Черниговской области Константин Никулин сообщил, что общие потери батальона составляют 3 человека убитыми, 2 пропавшими без вести и 23 ранеными.
1 октября 2014 было объявлено, что началась подготовка к замене батальона на другие части. Также, 1 октября 2014 батальон был выведен из зоны боевых действий в Черниговскую область.
По состоянию на 16 ноября 2014, батальон находился в учебном центре «Десна».
20 ноября 2014 батальон прибыл в Чернигов и был временно размещён на железнодорожной станции "Чернигов-Северный".
По состоянию на начало марта 2015, батальон находился недалеко от Волновахи (в 60 км от Мариуполя).
В ночь с 9 на 10 марта 2015 в селе Прохоровка погиб ещё один военнослужащий батальона - старшина-наводчик ПТРК "Фагот" В. Афанасенко. Кроме того, ещё пять военнослужащих батальона были арестованы в марте 2015 года в связи с совершением уголовных преступлений
30 апреля 2015 в районе села Старогнатовка в результате взрыва "растяжки" погибли два военнослужащих батальона.
14 мая 2015 в Волновахском районе погиб ещё один военнослужащий батальона. Кроме того, в мае 2015 года имели место потери в автомобильной технике: во время миномётного обстрела позиций одного из взводов батальона сгорел грузовик ЗИЛ-131 и был повреждён джип "Ford Explorer", во время артиллерийского обстрела прямым попаданием снаряда был уничтожен автомобиль ВАЗ-2105.
Наиболее сложным во время второй ротации стал июль, август 2015 года. Опорные пункты батальона подвергались артиллерийским налётам практически каждый день, которые усилились после боя 10 августа 2015 года под Белой Каменкой.  За этот период батальон понёс безвозвратные потери 2 человека и санитарные 1. Также отмечена высокая боевая эффективность миномётного взвода роты огневой поддержки батальона, который все время вёл прицельный огонь по позициям боевиков в районе Белой Каменки.

## Техника, вооружение и снаряжение
Личный состав батальона вооружён стрелковым оружием (автоматами АК-74 и ручными пулемётами РПК-74), есть несколько пулемётов ПК.
Обеспечение военнослужащих экипировкой и средствами индивидуальной защиты — неудовлетворительное, в июне 2014 батальон был отправлен в зону боевых действий без бронежилетов. 16 ноября 2014 года военнослужащие батальона сообщили, что в зоне АТО батальон получил около 100 бронежилетов, что не обеспечивало потребности личного состава в средствах индивидуальной защиты.
В распоряжении батальона имеется автомобильная техника.
27 октября 2014 батальон получил построенный на предприятии ОАО "ТАН" бронегрузовик "Зутан" (прошедший капитальный ремонт бронированный ЗИЛ-131, в кузов которого установили зенитную установку ЗУ-23 и пулемёт ДШК).
В ноябре 2014 батальон получил несколько буксируемых зенитных установок.
По состоянию на 18 ноября 2014, в распоряжении батальона имелось 67 единиц техники, из которых 23 требовали ремонта: БРДМ-2РХБ, автобусы ПАЗ: 3205, 32051, 3205-110, 32051-110, 32053-07, 32054, КАВЗ-3270, АСЧ-3, разъездные и санитарные УАЗ: 452, 462, 3962, 2206, 374101, 31514, "Кубань" Т-12-02, трактора ПЕ-Ф-1А, ЭО-2621В3 и грузовики ГАЗ: 5201, 5204, 5312, 3307, 3309, 33023, 4301, 66, САЗ-3507, ЗИЛ: 130, 131, 431412, 4331, ЗИЛ-ММЗ-4502 , МАЗ-53371, КАМАЗ: 5320, 55102, 5511, УРАЛ-4320, Мерседес-709..
В апреле 2015 года батальону выделили ещё пять грузовиков Урал-375 и ЗИЛ-131, ранее находившихся на хранении. В мае 2015 года, после ремонта, грузовики передали в батальон, при этом один Урал-375 был обшит металлическими листами.